# Hole (gemeente)
Hole (Buskerud) is een gemeente in de Noorse provincie Buskerud. De gemeente telde 6772 inwoners in januari 2017.

## Plaatsen in de gemeente
- Steinsåsen
- Helgelandsmoen
- Gomnes
- Kroksund
- Sundvollen

Ål · Drammen · Flå · Flesberg · Gol · Hemsedal · Hol · Hole · Kongsberg · Krødsherad · Lier · Modum · Nesbyen · Nore og Uvdal · Øvre Eiker · Ringerike · Rollag · Sigdal

Voormalige gemeente: Hurum · Nedre Eiker · Røyken